# Cemal Süreya
Cemal Süreya (1931, Erzincan – 1990, Estambul) fue un poeta y escritor turco de ascendencia kurdo-zaza.

## Biografía
Se licenció en la Facultad de Ciencias Políticas de la Universidad de Ankara, siendo posteriormente redactor jefe de la revista literaria Papirus. Cemal Süreya forma parte de la Segunda Nueva Generación de la Literatura moderna turca. El amor, principalmente a través de su realidad erótica, es un argumento popular de los trabajos de Süreya. Los poemas de Süreya así como varios de sus artículos fueron publicados en revistas como Yeditepe, Yazko, Pazar Postası, Yeni Ulus, Oluşum, Türkiye Yazıları, Politika, Aydınlık, y Somut.

## Obras

### Poesía
- Üvercinka (1958)
- Göçebe (1965)
- Beni Öp Sonra Doğur Beni (1973)
- Sevda Sözleri (Collected Poems, 1984)
- Güz Bitiği (1988)
- Sıcak Nal (1988).

### Artículos
- Şapkam Dolu Çiçekle (1976)
- Günübirlik (1982)
- 99 yüz (1990)
- Folklor Şiire Düşman (1992)
- Uzat Saçlarını Frigya (1992)
- Aritmetik iyi Kuşlar Pekiyi (1993) -para niños